# Шотландская партия зелёных
Шотландская зелёная партия (англ. Scottish Green Party, скотс Scots Green Pairtie, гэльск. Pàrtaidh Uaine na h-Alba [ˈpʰaːrˠʃtʲi ˈuəɲə nə ˈhal̪ˠapə]) — шотландская левоцентристская, экологическая и эгалитаристская политическая партия, выступающая за независимость Шотландии. Основана в 1979 году как Шотландская экологическая партия. Партия полностью независимая, сотрудничает с другими зелёными партиями Британии и Ирландии.
Член Европейской федерации зелёных партий (ЕФЗП). Отделилась от Зелёной партии Англии и Уэльса в 1990 году. В своей деятельности руководствуется программой «К зелёной Шотландии», принятой в 1990 году. Выступает за независимость Шотландии и преобразование её в республику.

## История партии
На выборах в Шотландский парламент в 1999 году получила одно место. На выборах 2003 года собрала 6,9 % голосов и получила семь мест.
На выборах 2007 и 2011 годов смогла получить по два места в парламенте. На выборах в Шотландский парламент 2016 года собрала 5 % голосов и получила шесть мест.
На выборах 2021 года собрала и получила восемь мест, а её бывший лидер, Элисон Джонстоун, заняла пост спикера парламента.
20 августа 2021 года партия подписала коалиционное соглашение с Шотландской национальной партией, предусматривающее проведение совместной политики, направленной на обретение независимости страны в течение последующих пяти лет, а также членства в Евросоюзе. Таким образом, впервые за историю европейских стран «зелёные» официально стали членами правительства в составе коалиции.